# Jeon Bo-ram
Jeon Bo-ram (전보람?, 全宝蓝?; Seul, 22 marzo 1986) è una cantante e attrice sudcoreana, membro del gruppo musicale T-ara, QBS e solista.

## Biografia
Jeon Bo-ram nasce a Seul, in Corea del Sud, il 22 marzo 1986. Proviene da una famiglia di artisti: suo padre, Jeon Young-rok, è un cantante, famoso negli anni 1970-1980, sua madre, Lee Mi-young, è un'attrice, mentre suo zio Lee Changhoon è un comico, e i suoi nonni, Hwang Hae e Baek Sul Hee, dei cantanti. Sua sorella minore, Wooram, è un membro del gruppo musicale D-Unit. Jeon Bo-ram ha studiato alla Myongji University, seguendo i corsi di teatro e arte, insieme a Qri, anch'essa membro del gruppo delle T-ara.

## Carriera

### T-ara
Jeon Bo-ram fu il primo membro ad unirsi alle T-ara, dopo l'abbandono di Jiae e Jiwon; venne contattata dal presidente della Core Contents Media, dopo che questi ebbe visto un video di Jeon Bo-ram mentre ballava "My Name" di BoA. Nel luglio 2009, Jeon Bo-ram debuttò come membro delle T-ara. Il 27 novembre 2009 pubblicarono il primo album Absolute First Album, mentre il 1º dicembre 2010 uscì l'EP Temptastic. Nel 2011 pubblicarono John Travolta Wannabe e Black Eyes, secondo e terzo EP del gruppo, e debuttarono in Giappone, dove pubblicarono l'album Jewelry Box il 6 giugno 2012. A luglio 2012 venne pubblicato il quarto EP, Day by Day. Ad aprile 2013, Jiyeon, Hyomin, Eunjung e Areum formarono la sotto-unità T-ara N4; a maggio, invece, fu fondata la seconda sotto-unità QBS, con Jeon Bo-ram, Qri, Soyeon. Il 7 agosto 2013, le T-ara pubblicarono il secondo album giapponese, Treasure Box, e il 10 ottobre uscì il quinto EP del gruppo, Again. Il 21 marzo 2014 venne annunciata l'uscita del terzo album giapponese Gossip Girls per il 14 maggio, mentre a settembre tornarono in Corea del Sud con l'EP And&End.
Le T-ara non hanno una leader fissa, ma si alternano di anno in anno: Jeon Bo-ram fu la seconda, da dicembre 2010 fino a giugno 2011, lasciando il posto a Hyomin.

### Attività in solitaria
Prima di debuttare con le T-ara, Jeon Bo-ram registrò due singoli, "Lucifer Project Vol. 1 愛", uscito ad aprile 2008, e "From Memory", uscito a novembre dello stesso anno. Sempre nel 2008, posò per una rivista di moda. Nel 2010 apparve in un episodio della serie Borasaek haihireul shingo jeoseungsajaga onda. Nel 2011 entrò nel cast del musical I Really Really Like You. Nel 2013 apparve, insieme a suo padre Jeon Young-rok e sua sorella Wooram, nello spot pubblicitario della OranC. A gennaio 2014 ritorna in teatro con il musical The Lost Garden.

## Discografia

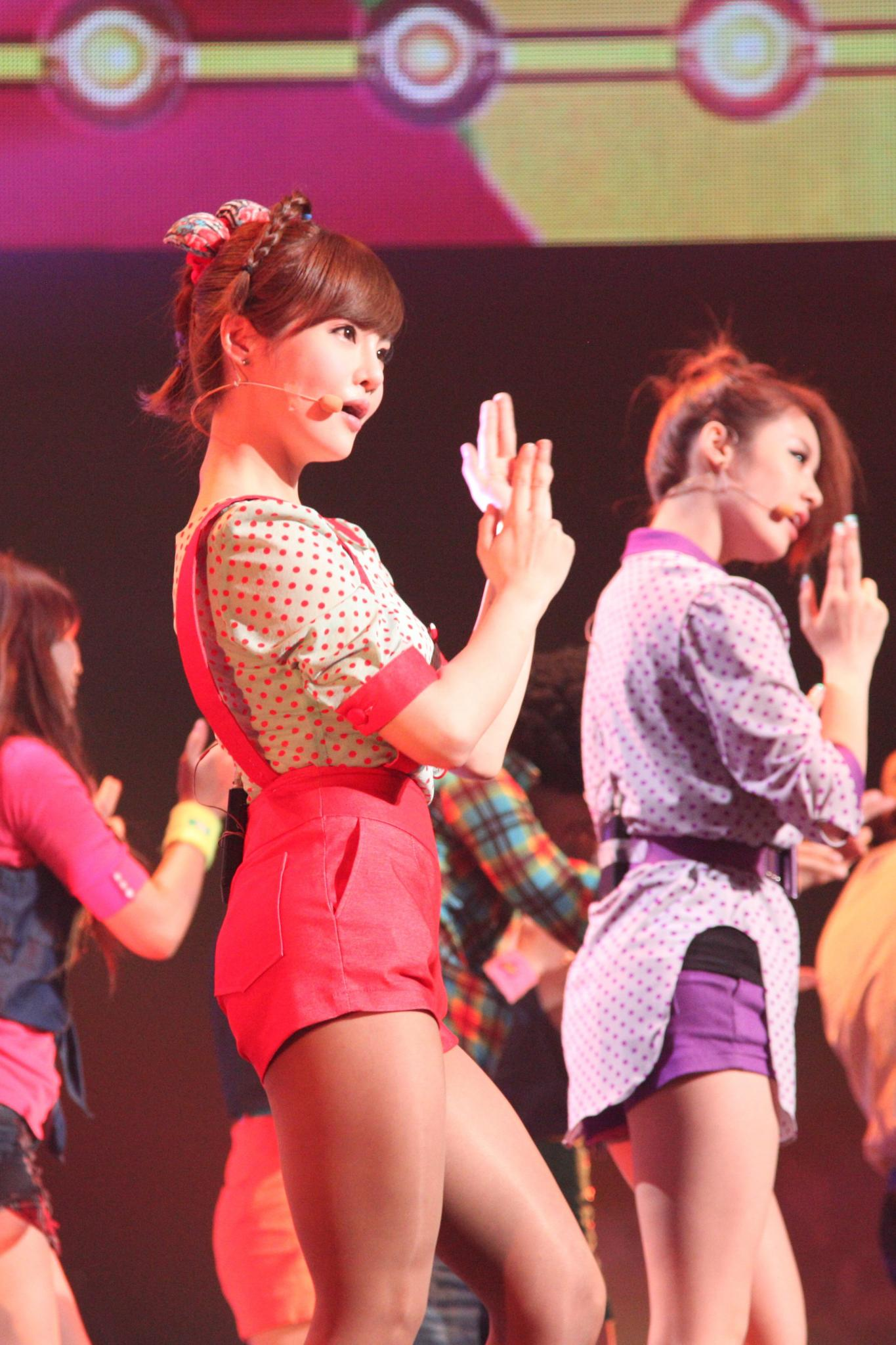
Jeon Bo-ram al Cyworld Dream Music Festival nel luglio 2011.

Di seguito, le opere di Jeon Bo-ram come solista. Per le opere con le T-ara, si veda Discografia delle T-ara.

### Solista
- 2008 – Lucifer Project Vol. 1 愛 (Axis Music Co., Ltd.)
- 2008 – From Memory (Jin Entertainment)
- 2013 – Maybe Maybe

### Collaborazioni
- 2009 – Man from Mars (con SOOLj)
- 2013 – Soap Bubbles (con Qri)

## Filmografia

### Cinema
- Piano jineun daetongryeong (피아노 치는 대통령), regia di Jeon Man-bae (2002)
- Gosa dubeonjjae iyagi: gyosaengsilseup (고死 두번째 이야기: 교생실습), regia di Yoo Sun-dong (2010)
- Gisaeng ryung (기생령), regia di Yang Yun-Ho (2011)

### Televisione
- Soul (혼) – serie TV (2009)
- Gongbueui shin (공부의 신) – serie TV (2010)
- Borasaek haihireul shingo jeoseungsajaga onda (보라색 하이힐을 신고 저승사자가 온다) – serie TV (2010)

## Teatro
- I Really Really Like You (진짜 진짜 좋아해) (2011)
- The Lost Garden (2014)

## Videografia
Oltre che nei videoclip delle T-ara e delle QBS, Jeon Bo-ram è apparsa anche nei seguenti video:
- 2007 – Feeling You, videoclip di Kebee
- 2010 – Tik Tok, videoclip dei 2PM e Yoon Eun Hye